# Roger de Borchgrave
Roger de Borchgrave  (* 1871; † 1946) war ein belgischer Diplomat.

## Leben
Roger de Borchgrave trat 1894 in den auswärtigen Dienst. Sein Sohn Jacques de Borchgrave wurde am 2. Februar 1902 und sein Enkel Arnaud de Borchgrave 1926 geboren.
Von Juli 1911 bis 21. September 1917 war er Botschafter in Teheran. Danach leitete er vom 21. September 1917 bis zum 9. Dezember 1918 im Außenministerium die Abteilung Politik und vom 9. Dezember 1918 bis 30. November 1919 das Büro von Charles de Broqueville und war Teilnehmer der Pariser Friedenskonferenz 1919.
Nach einer Akkreditierung von 1921 bis 1931 als  Botschafter in Madrid war Borchgrave vom 28. Dezember 1931 bis zum 25. September 1935 erneut im Außenministerium tätig. Schließlich wurde er vom 25. September 1935 bis 1937 noch zum Botschafter beim Heiligen Stuhl berufen.